# Gertraud Auinger-Oberzaucher
Gertraud Auinger-Oberzaucher (nascida a 21 de Julho de 1971) é uma política austríaca do NEOS que desempenha funções como membro do Conselho Nacional desde 2024. Ela é também vereadora municipal de Baden bei Wien desde 2020.